# Операционный бюджет
Операционный бюджет (англ. operating budget) — бюджет, который прогнозирует доходы и расходы в следующем операционном периоде, включая прогнозы продаж, производства и операционных расходов.

## Определение
Согласно определению профессора Энтони Аткинсона операционный бюджет — это документ, который прогнозирует доходы и расходы в следующем операционном периоде, включая прогнозы продаж, производства и операционных расходов. 

## Структура операционного бюджета
Операционный бюджет состоит из:
- Функциональных бюджетов:
  - бюджет продаж;
  - бюджет капитальных затрат;
  - производственный план;
  - бюджет общепроизводственных расходов;
  - бюджет закупок материалов;
  - план движения запасов готовой продукции;
  - бюджет фонда оплаты труда и затрат по найму и обучению персонала;
  - бюджет транспортных расходов
  - бюджет управленческих расходов;
  - бюджет коммерческих расходов.
- Инвестиционных бюджетов:
  - бюджет вывода на рынок новой продукции;
  - бюджет создания нового филиала или подразделения;
  - инвестиционный проект по внедрению нового оборудования;
  - смета строительства новых объектов.
- Бюджетов ЦФО:
  - бюджет отдела маркетинга;
  - бюджет отдела логистики;
  - бюджет  отдела производства;
  - бюджеты филиалов и подразделений.